# بر فراز تپه شقایق
بر فراز تپه شقایق (ژاپنی: コクリコ坂から هپبورن: Kokuriko-zaka Kara) یک فیلم سینمایی انیمیشنی ژاپنی در ژانر رمانتیک درام و به کارگردانی گورو میازاکی و نویسندگی هایائو میازاکی و کیکو نیوا است که تولید استودیو جیبوری در سال ۲۰۱۱ می‌باشد. این فیلم بر اساس مجموعه مانگایی به همین نام در سال ۱۹۸۰، نوشته تتسورو سایاوا و طراحی چیزورو تاکاهاشی ساخته شده‌است. از صداپیشگان این فیلم می‌توان به ماسامی ناگاساوا، جون‌ایچی اوکادا، آئویی تشیما، جون فوبوکی، کئیکو تاکشیتا، یوریکو ایشیدا، شونسوکه کازاما و نائو اوموری اشاره کرد. بر فراز تپه شقایق در ۱۷ ژوئیه ۲۰۱۱ در کشور ژاپن به نمایش درآمد.